# Ghmate (commune)
Pour les articles homonymes, voir Ghmate.
Ghmate, aussi appelée Aghmat, ou même Rhmate, est une commune rurale de la province d'Al Haouz, dans la région Marrakech-Safi, au Maroc. Elle comporte un centre urbain — localité non définie administrativement comme une ville — aussi dénommé Ghmate.

## Toponymie
Son nom arabe est اغمات, et en berbère, écrit en tifinagh, ⵖⵎⴰⵜ[réf. nécessaire].

## Géographie
La commune de Ghmate, d'une superficie d'environ 120 km2, est située au centre de la province d'Al Haouz.
|                                 | Sidi Abdallah Ghiat (province d'Al Haouz) Tamazouzte (province d'Al Haouz) |                                     |
| Aghouatim (province d'Al Haouz) | commune de Ghmate                                                          | Iguerferouane (province d'Al Haouz) |
|                                 | Ourika (province d'Al Haouz)                                               |                                     |

## Histoire
Une cité médiévale existait sur ce site sous le nom d'Aghmat Ourika, principale centre urbain du Haouz. Elle fut conquise par les Almoravides, avant qu'ils ne fondent Marrakech.
La commune de Ghmate, créée en 1959, fait partie des 801 premières communes formées lors du premier découpage communal qu'a connu le Maroc. Elle se trouvait alors dans la province de Marrakech et, en son sein, dans le cercle d'Aït Ourir.

## Démographie
La population urbaine de la commune rurale de Ghmate est apparue quand l'une de ses localités rurales — son village homonyme — a été homologuée par le Haut-commissariat au plan, dans le cadre du recensement, comme « ville » en tant que centre urbain de commune rurale.
|      | Population totale | Ménages | Population urbaine (centre Ghmate) | Population rurale | Étrangers |
| 1960 | 19 748            | -       | 0                                  | 19 748            | -         |
| 1971 | 20 553            | -       | 0                                  | 20 553            | -         |
| 1982 | 26 287            | 3 936   | 0                                  | 26 287            | 0         |
| 1994 | 20 460            | 3 069   | 0                                  | 20 460            | 3         |
| 2004 | 22 805            | 3 752   | 867                                | 21 938            | 21        |
| 2014 | 25 220            | 4 808   | 1 208                              | 24 012            | 28        |
| 2024 | 28 646            | 6 526   | 1 331                              | 27 315            | -         |

|      | Ménages | Étrangers | Marocains | % de la population totale |
| 2004 | 174     | 0         | 867       | 3,8 %                     |
| 2014 | 247     | 4         | 1 204     | 4,8 %                     |

## Administration et politique
Dans le cadre de la déconcentration, la commune de Ghmate, au sein de sa province d'appartenance, relève du cercle d'Aït Ourir.
Elle dispose d'un centre de santé communal avec unité d'accouchement (CSCA).